# Rubió (Catalogne)
Pour les articles homonymes, voir Rubio.
Rubió est une commune de la province de Barcelone, en Catalogne, en Espagne, de la comarque d'Anoia.

## Économie
Un parc éolien est installé à partir de 2005 sur le territoire de la commune. Il possède aujourd'hui 50 éoliennes de 80 mètres de haut, d'une puissance totale de 75 MW, et fournit de l'électricité à 50 000 foyers.

## Culture locale et patrimoine

### Lieux et monuments
- Les vestiges du château médiéval
- L'église Sainte Marie et son retable du XIVe siècle
- L'église de Sant Martí de Maçana
- L'église de Sant Macari
- L'église de Sant Pere d'Ardesa
- Le dolmen des Maioles
- Le dolmen des Trois Rois
- Le Mas de Pedrafita et sa chapelle Sainte-Anne
- La torre del Castell ou Casa Berenguer, créée par l'architecte Francesc Berenguer i Mestres

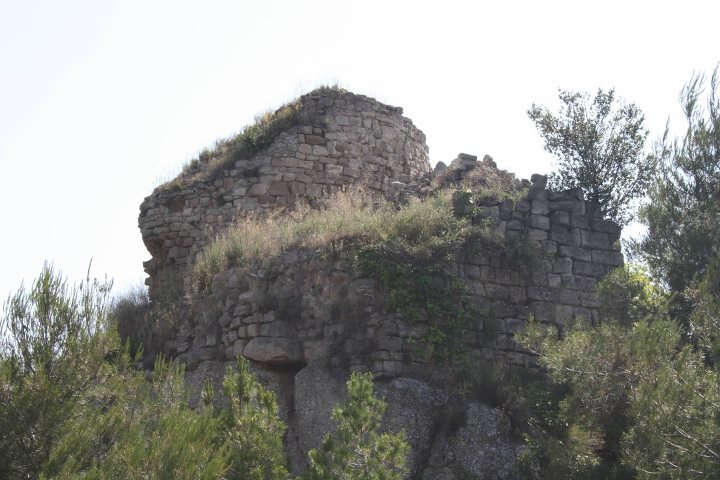
Vestige du château
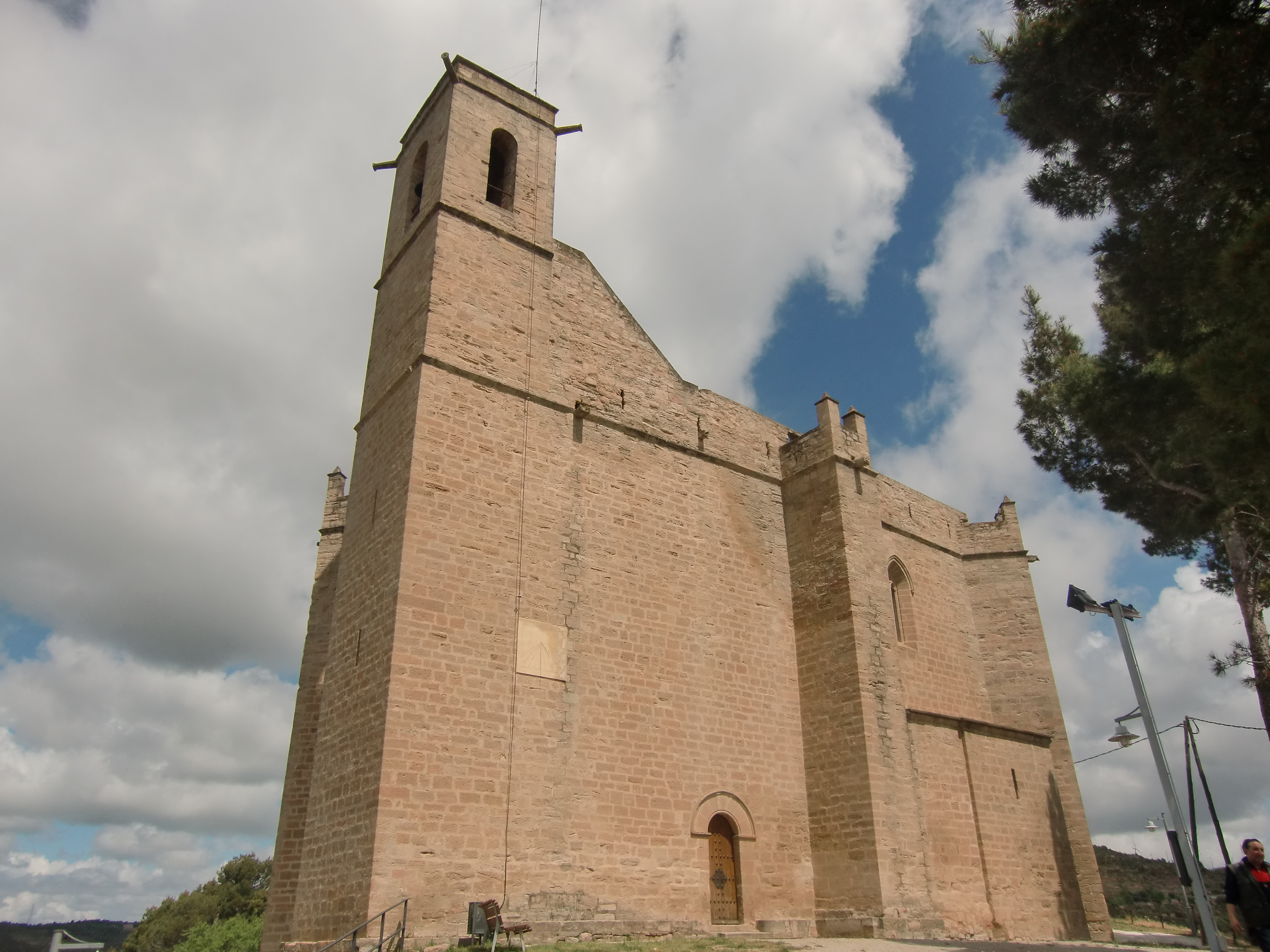
L'église Sainte-Marie
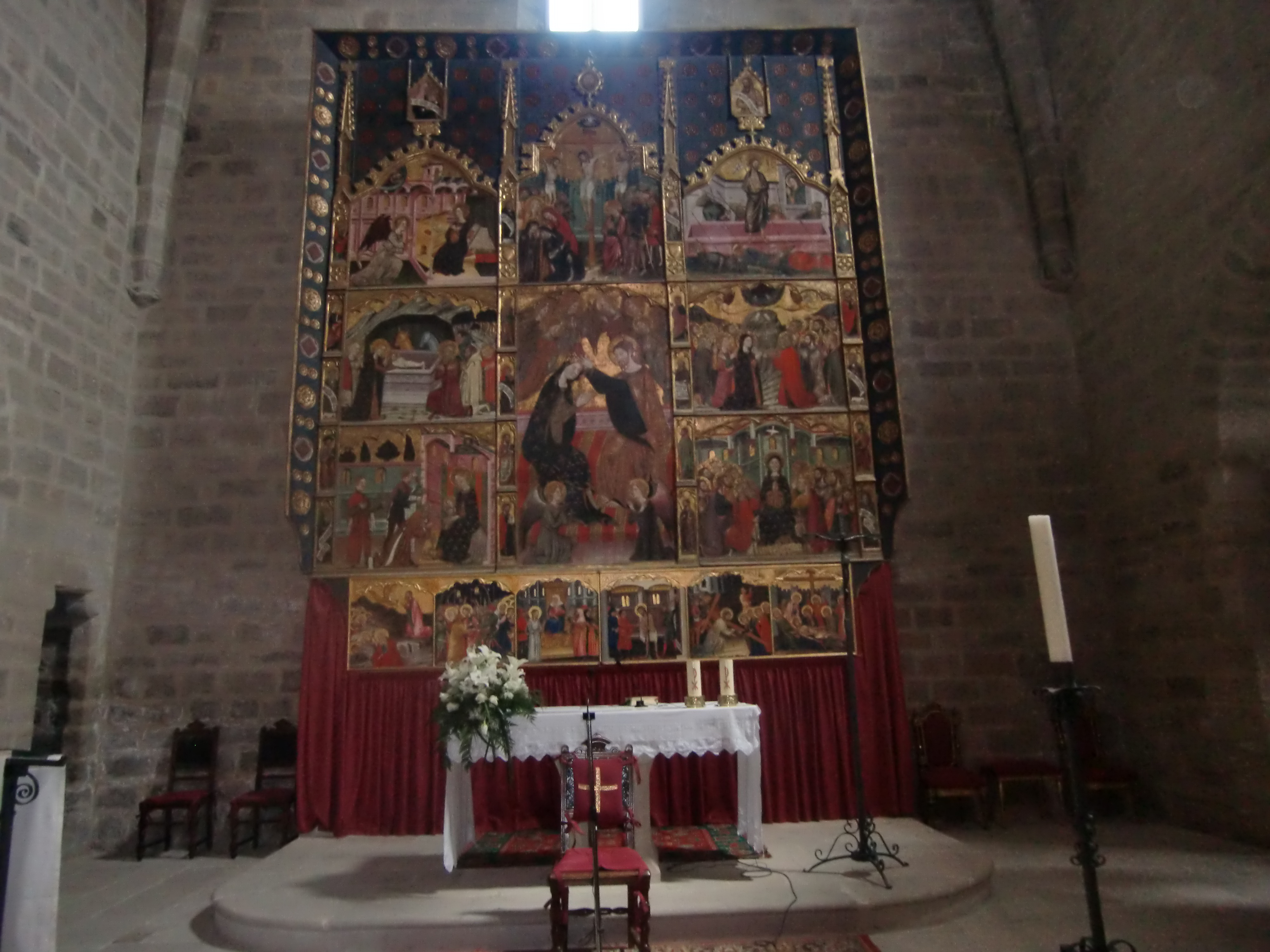
Le retable de l'église
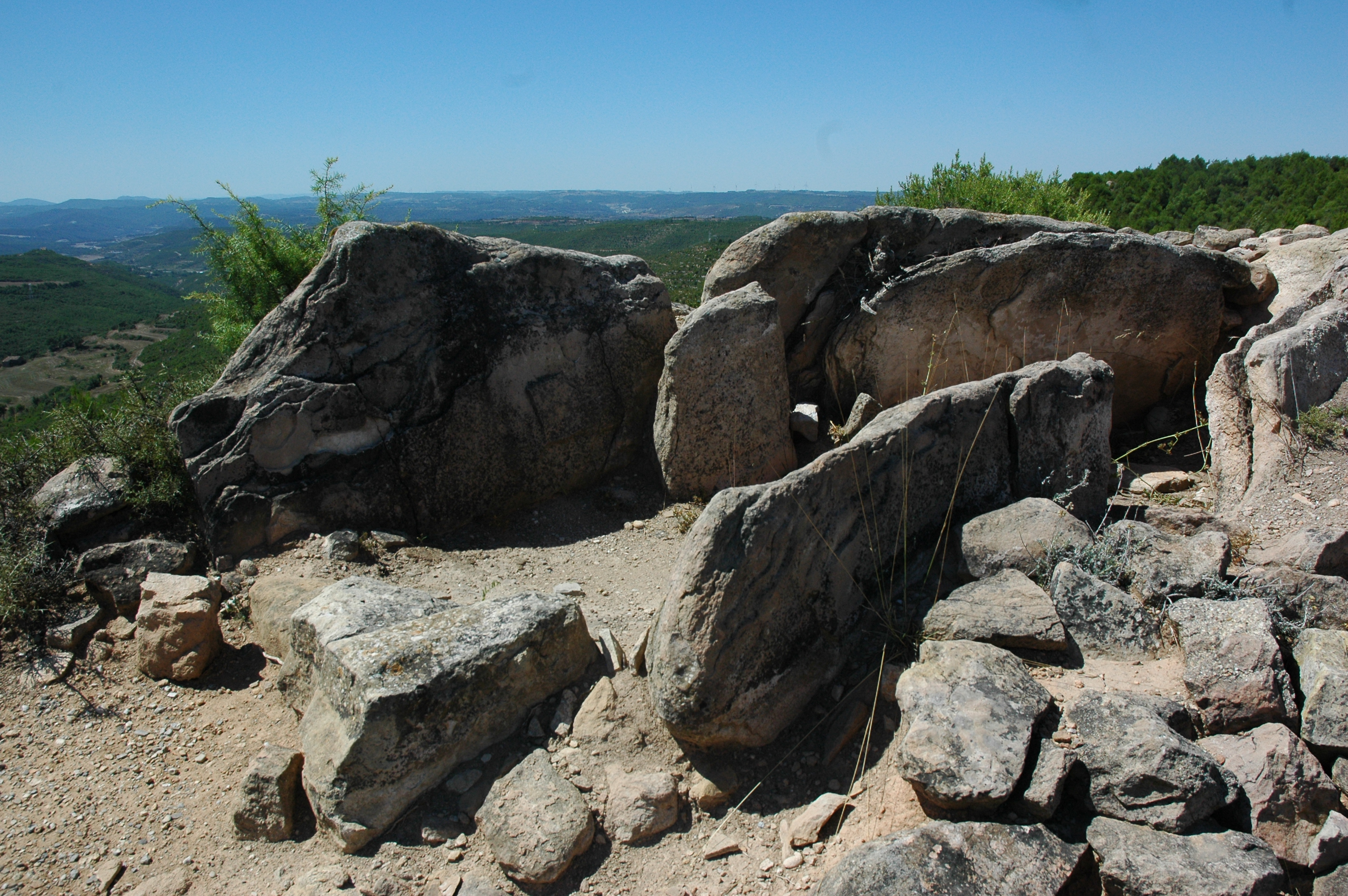
Le dolmen des Maioles

### Personnalités liées à la commune
- Josep Ferrer i Bujons (1959-) : écrivain né à Rubió.